# زیردریایی یو-۶۳۶
زیردریایی یو-۶۳۶ (به انگلیسی: German submarine U-636) یک زیردریایی است که طول آن ۶۷٫۱ متر (۲۲۰ فوت ۲ اینچ) می‌باشد. این زیردریایی در سال ۱۹۴۲ ساخته شد.